# Tachismo
O Tachismo é um estilo de pintura abstrata que se desenvolveu na França entre os anos 40 e 50 como um equivalente do Expressionismo abstrato norte-americano. O termo deriva do francês tache, que significa mancha. Abstração informal ou Abstracionismo lírico por vezes são usados como sinônimos.
Essa denominação apareceu pela primeira vez em torno de 1951, sendo atribuída sua criação ora a Charles Estienne, ora a Pierre Guéguen, críticos de arte, e seu uso se disseminou depois que o pintor Michel Tapié a adotou em seu livro Un Art autre (1952). 
O estilo se caracteriza por pinceladas espontâneas e vigorosas, manchas, pingos e escorridos, às vezes criando formas que remetem à caligrafia. Dentre seus praticantes citam-se Pierre Alechinsky, Karel Appel, Dieter Borst, Georges Mathieu, Henri Michaux, Serge Poliakoff, Jackson Pollock, Emil Schumacher, Antoni Tapiés e Bram van Velde, além de muitos outros.